# Dihydroxyanthrachinone
Die Dihydroxyanthrachinone (früher Dioxyanthrachinone, Dihydroxyanthrecen-9,10-dione nach IUPAC) sind Konstitutionsisomere des Anthrachinons, bei denen zwei Wasserstoffatome durch Hydroxygruppen ersetzt wurden. Sie alle besitzen die Summenformel C14H8O4.
Alle Dihydroxyanthrachinone sind löslich in alkalischen Lösungen und in Schwefelsäure. Wird zu der Schwefelsäurelösung Borsäure hinzugefügt, so kommt es zu einer Farbveränderung, durch welche sich die unterschiedlichen Dihydroxyanthrachinone erkennen lassen.
Die Dihydroxyanthrachinone, die eine Hydroxygruppe in Stellung 2 haben, haben ferner die Eigenschaft, dass Wasserstoff diese durch Reduktion leicht ersetzt.

## Liste der existierenden Dihydroxyanthrachinone
Es gibt insgesamt 28 verschiedene Dihydroxyanthrachinone, jedoch bleiben aufgrund der Symmetrie des Anthrachinons nur 10 unterschiedliche Isomere übrig.

1,2-Dihydroxyanthrachinon, auch Alizarin
1,3-Dihydroxyanthrachinon, auch Xanthopurpurin
1,4-Dihydroxyanthrachinon, auch Chinizarin
1,5-Dihydroxyanthrachinon, auch Anthrarufin
1,6-Dihydroxyanthrachinon, auch Höchster Dioxyanthrachinon
1,7-Dihydroxyanthrachinon, auch m-Dihydroxyanthrachinon
1,8-Dihydroxyanthrachinon, auch Chrysazin
2,3-Dihydroxyanthrachinon, auch Hystazarin
2,6-Dihydroxyanthrachinon, auch Anthraflavinsäure
2,7-Dihydroxyanthrachinon, auch Isoanthraflavinsäure